# Éliette Abécassis
Éliette Abécassis (Strasburgo, 27 gennaio 1969) è una scrittrice, paroliera e sceneggiatrice francese di origine marocchina.

## Biografia

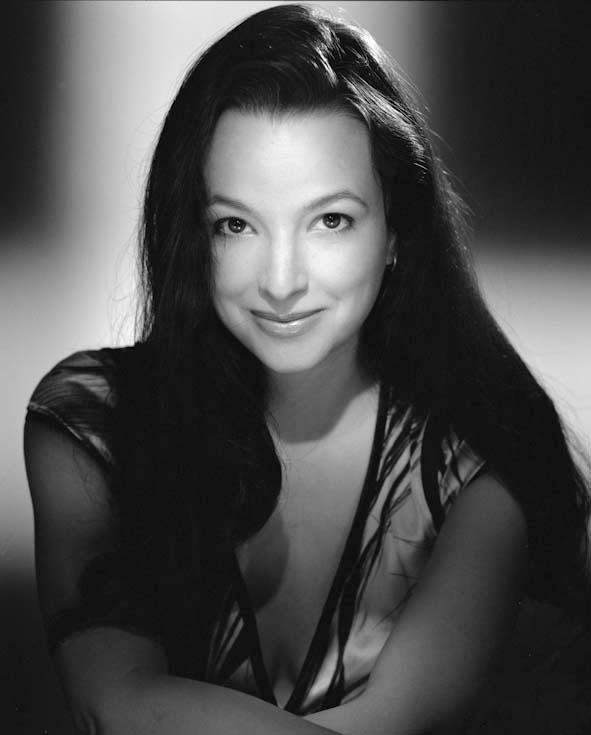
Eliette Abécassis (fotografia Studio Harcourt, Parigi)

Nata da una famiglia di origini ebraiche marocchine, allieva della École Normale Supérieure (ENS) di Parigi, dopo aver ottenuto la licenza d'insegnamento universitario (agrégation) in filosofia è nominata docente a Caen. Suo padre, Armand Abécassis, anch'egli professore di filosofia a Bordeaux, è noto per i suoi studi sull'ebraismo. Ebrea praticante, la sua educazione e la sua vita sono intrise della religione e cultura ebraica.
Per la stesura del suo primo romanzo Qumran non si accontenta di attingere alle sue conoscenze precostituite sul mondo ebraico, ma spinge le sue ricerche fino a viaggiare in Israele, a Gerusalemme e a Qumran, e negli Stati Uniti, allo scopo di accumulare il maggior numero di dati. Le ricerche durano tre anni, il romanzo è pubblicato nel 1996 e ottiene immediatamente un successo enorme, tanto da essere tradotto in diciotto lingue.
L'anno dopo pubblica L'or et la cendre, storia misteriosa dell'assassinio di un teologo berlinese; in questo stesso anno inizia la sua attività di insegnante di filosofia all'Università di Caen. Nel 1998 Éliette Abécassis scrive un saggio sull'origine filosofica dell'omicidio: Petite Métaphysique du Meurtre.
Il romanzo successivo, La Répudiée, è finalista al Grand Prix du roman dell'Académie française e al Prix Femina. Il romanzo si ispira alla sceneggiatura da lei scritta per il film Kadosh del regista israeliano Amos Gitai, e nel quale recita sua cugina Yael Abecassis. Anche in questa occasione non si limita a mettere a frutto la sua conoscenza del mondo ebraico, ma si basa sull'esperienza acquisita nei sei mesi vissuti nel quartiere ultraortodosso di Mea Shearim, a Gerusalemme.
Nel 2001 con Le Trésor du Temple racconta il seguito di Qumran: i due protagonisti, Ari Cohen e Jane Rogers, si ritrovano per indagare sul segreto del Tempio di Gerusalemme. E proprio a Gerusalemme Éliette Abécassis si sposa in quello stesso anno.
La trilogia di Qumran adotta la forma del romanzo d'avventura e di suspense dissimulando fra gli intrighi erudizione e ambizione metafisica.
Dopo quest'ultimo romanzo, la creatività di E. Abécassis si volge ad aspetti più personali e psicologici. Nel 2002 pubblica Mon père, romanzo che racconta la rimessa in causa di una relazione idilliaca padre-figlia. Il romanzo Clandestin entra a far parte nel 2003 della selezione dei dodici titoli del Premio Goncourt.

## Opere
- Qumran, 1996 (edito in Italia dalla NET nel 2003)
- L'Or et la Cendre (L'oro e la cenere), 1997
- Petite Métaphysique du meurtre (Piccola metafisica dell'omicidio), 1998
- La Répudiée (Ripudiata), 2000
- Le Trésor du Temple (Il tesoro del tempio), 2001 (edito in Italia nella serie I codici segreti della storia nel 2005)
- Mon Père (Mio padre), 2002
- Clandestin (Clandestino), 2003
- La Dernière Tribu, 2004
- Un Heureux Événement (Lieto evento), 2005
- Sefardita, Titolo originale: Sépharade, Traduzione di Ester Borgese, pagg. 345, 18,00 € - Edizioni Tropea 2010 (I Narratori) ISBN 978-88-558-0132-4
- Un affaire coniugale, Traduzione di Ester Borgese, Editore Tropea, Collana I narratori, Anno 2011, pp. 222p.